# Chemin Haussé

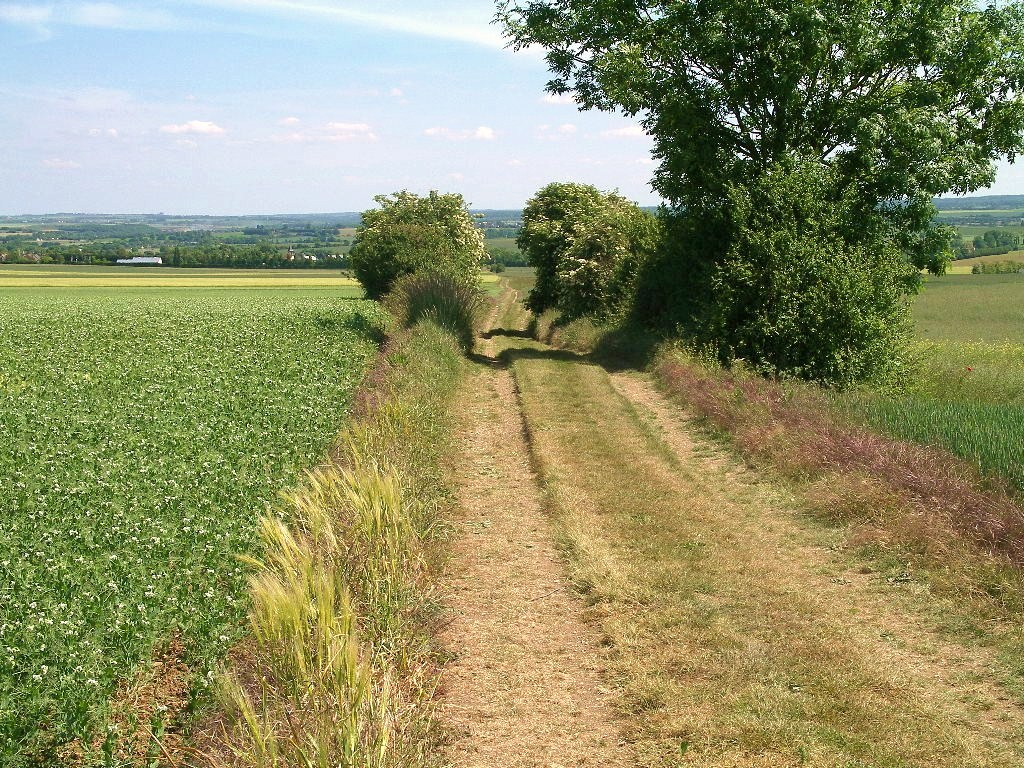
Un chemin haussé.

Le Chemin Haussé est une voie romaine qui traverse la plaine de Caen et dont l'itinéraire reliait Chartres (cité des Carnutes) à Bayeux (cité des Bajocasses). Elle est identifiée à l'une des voies figurant sur la table de Peutinger. Elle prend naissance à Bretteville-l'Orgueilleuse, passe notamment par Vieux (l'antique Aregenua, chef-lieu de la cité des Viducasses), mais disparait sur les hauteurs de Rouvres. Sa trace se retrouve vers Jort où elle rejoint une autre voie romaine venant de Caen : le chemin des Ponts de Jort qui présente un aspect moins élaboré et un tracé moins certain. Le Chemin Haussé passe ensuite par Morteaux-Coulibœuf, puis traverse la plaine de Trun jusqu'à Exmes. La commune d'Estrées-la-Campagne témoigne de la présence de cette voie antique sur son territoire. En effet, le mot estrées est un terme d'ancien français, issu du latin strata, qui désigne une "voie couverte de pierres plates".
Cet itinéraire fut utilisé durant tout le Moyen Âge d'où l'appellation de "Chemin du Duc Guillaume" sur certains cadastres.
De nos jours, le Chemin Haussé, qui fait l'objet d'un recensement à l'inventaire général du patrimoine culturel, n'est plus qu'un modeste chemin de terre. Pourtant, il s'agit de l'une des plus anciennes routes de Normandie. Il tire son nom d'un mode de construction typique des voies antiques : la fondation est constituée d'une épaisse accumulation de pierres et de sable qui surélève le chemin par rapport aux terrains environnants. Un important fossé courait à une vingtaine de mètres de chaque côté de la chaussée. La largeur globale de la structure était de 32 mètres. Ces fossés sont difficilement repérables aujourd'hui en raison des labours. Ils avaient une fonction de drainage et servaient à délimiter l'espace aliénable du domaine public.
La date exacte de la construction du chemin n'est pas connue. Il joua un rôle stratégique à partir du IIIe siècle pour acheminer les troupes vers la zone côtière qui subissait les incursions continuelles des pirates saxons.
C'est grâce à de telles voies que le christianisme a pu progresser et se propager. Les églises qui jalonnent le tracé, comme l'ancienne église Saint-Germain-du-Chemin  à Fontenay-le-Marmion, aujourd'hui disparue, ou les églises de Cintheaux et de Cauvicourt, attestent de l'authenticité de cette voie romaine. Elles sont d'ailleurs placées sous l'invocation de saint Germain, l'un des saints évangélisateurs de la Gaule.
Le chemin n'est pas conservé en totalité, mais une vue aérienne permet de constater sa continuité à travers champs et de remarquer par endroits les traces des fossés.
Cette voie ne sera véritablement supplantée qu'à la fin du XVIIIe siècle avec l'aménagement de la route royale de Caen à Alençon, actuellement la RN158.

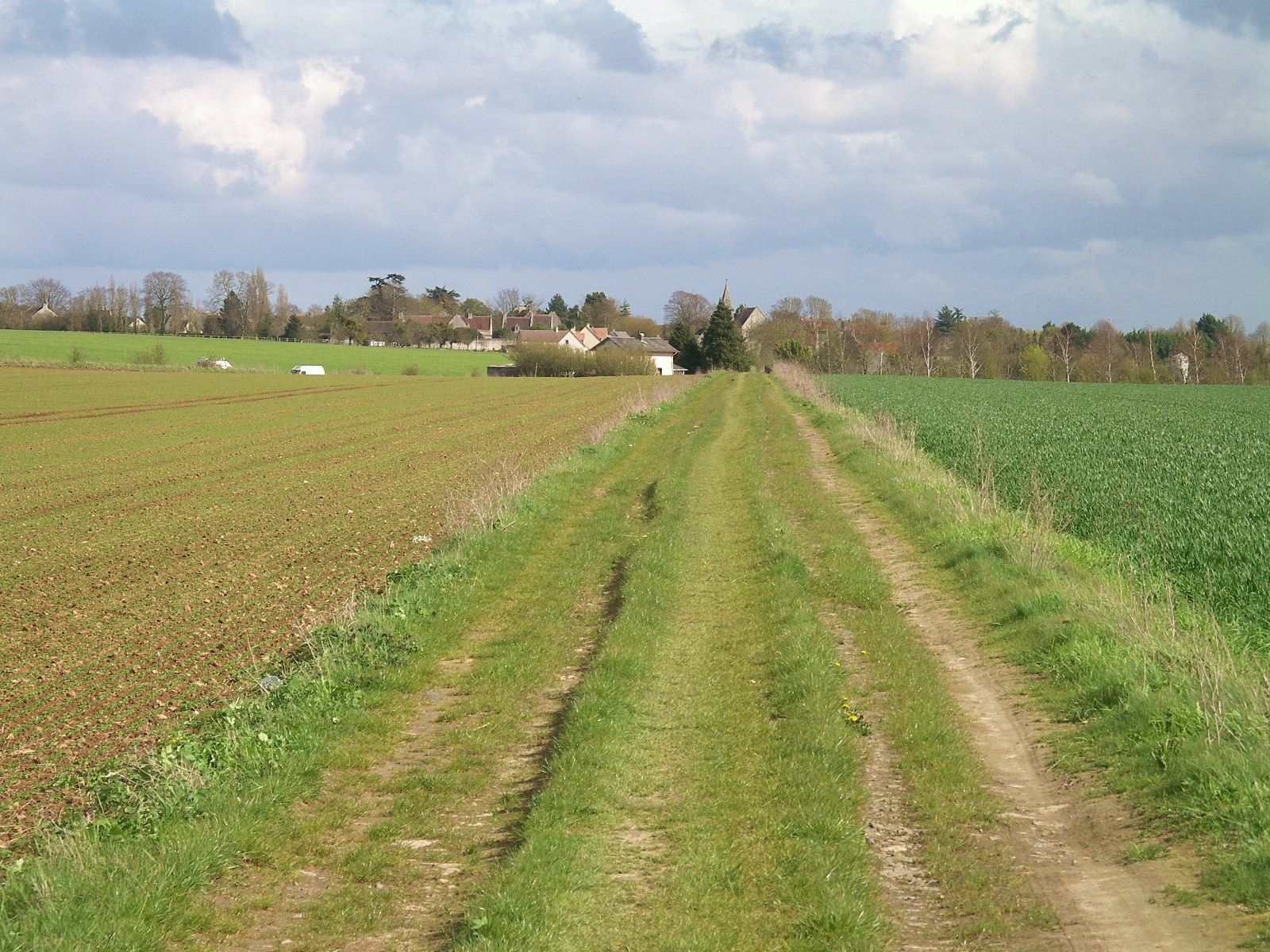
Le chemin haussé à Bretteville-sur-Laize.
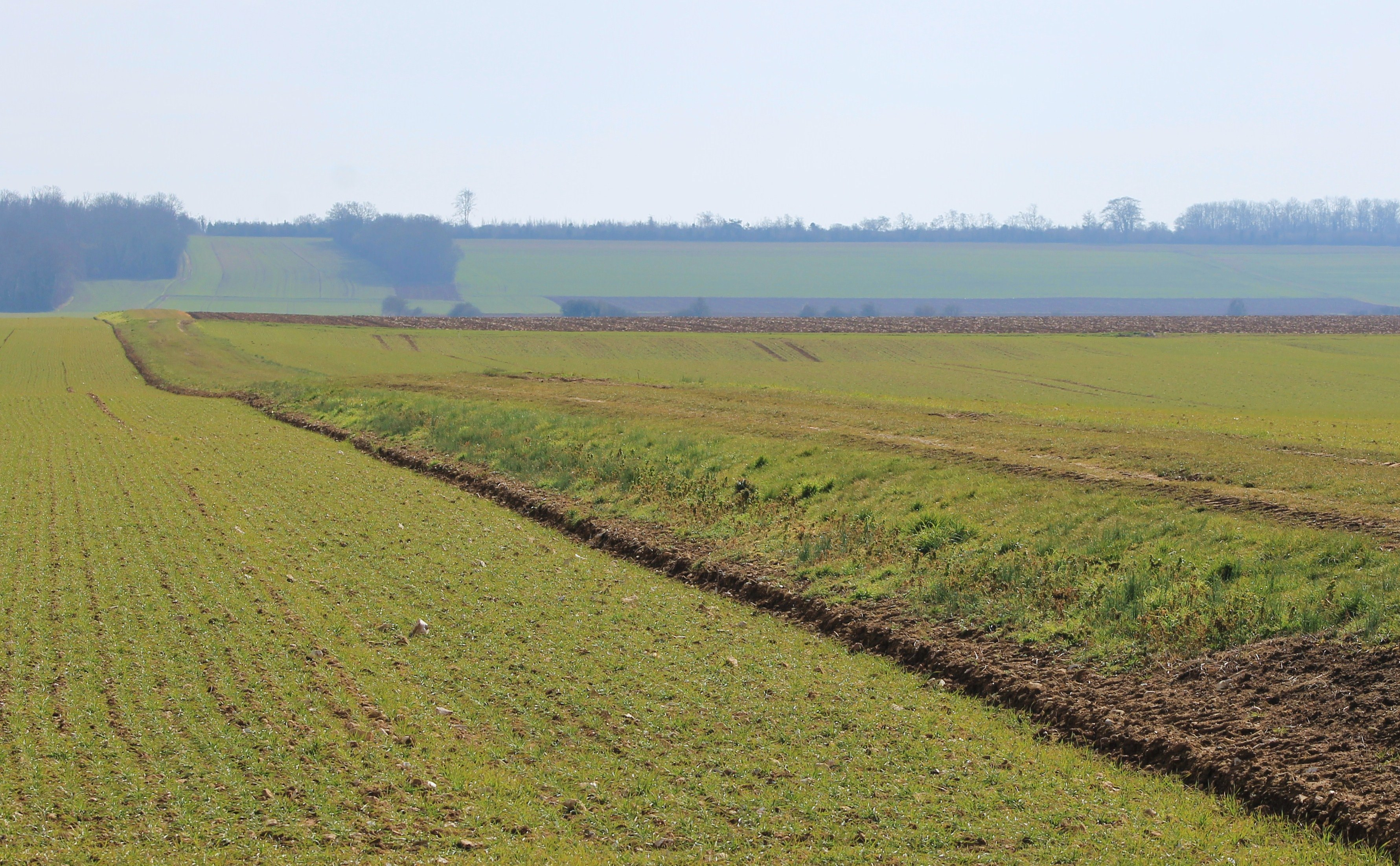
Le chemin haussé à Estrées-la-Campagne.
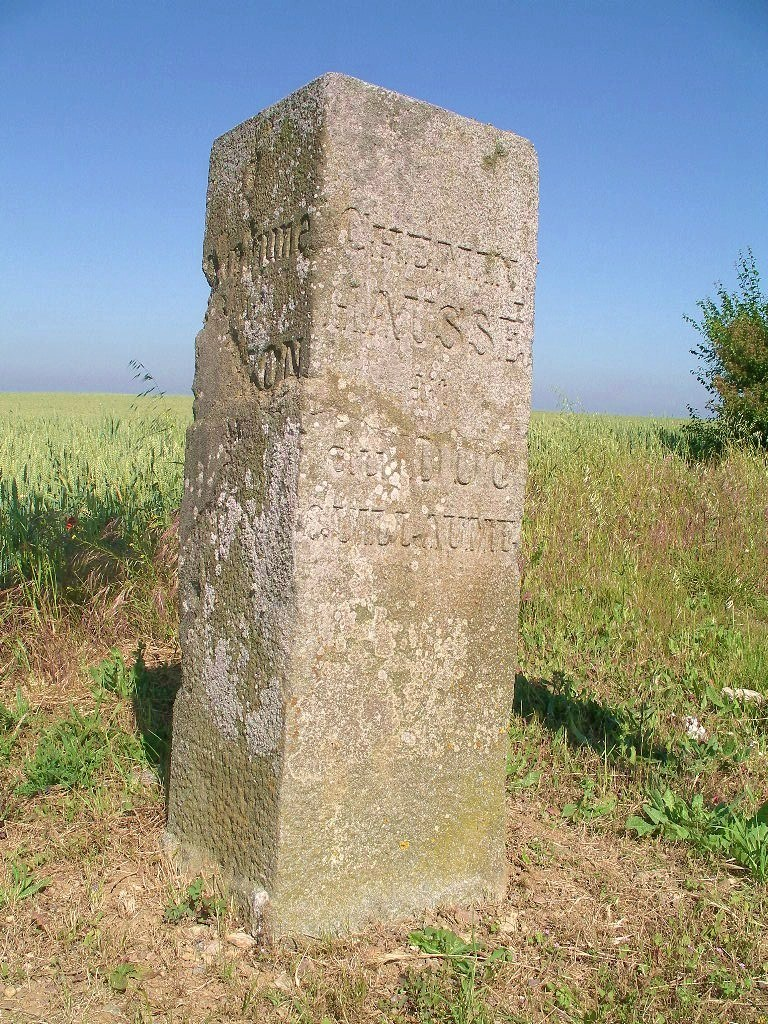
Une borne sur le chemin haussé à Baron-sur-Odon.
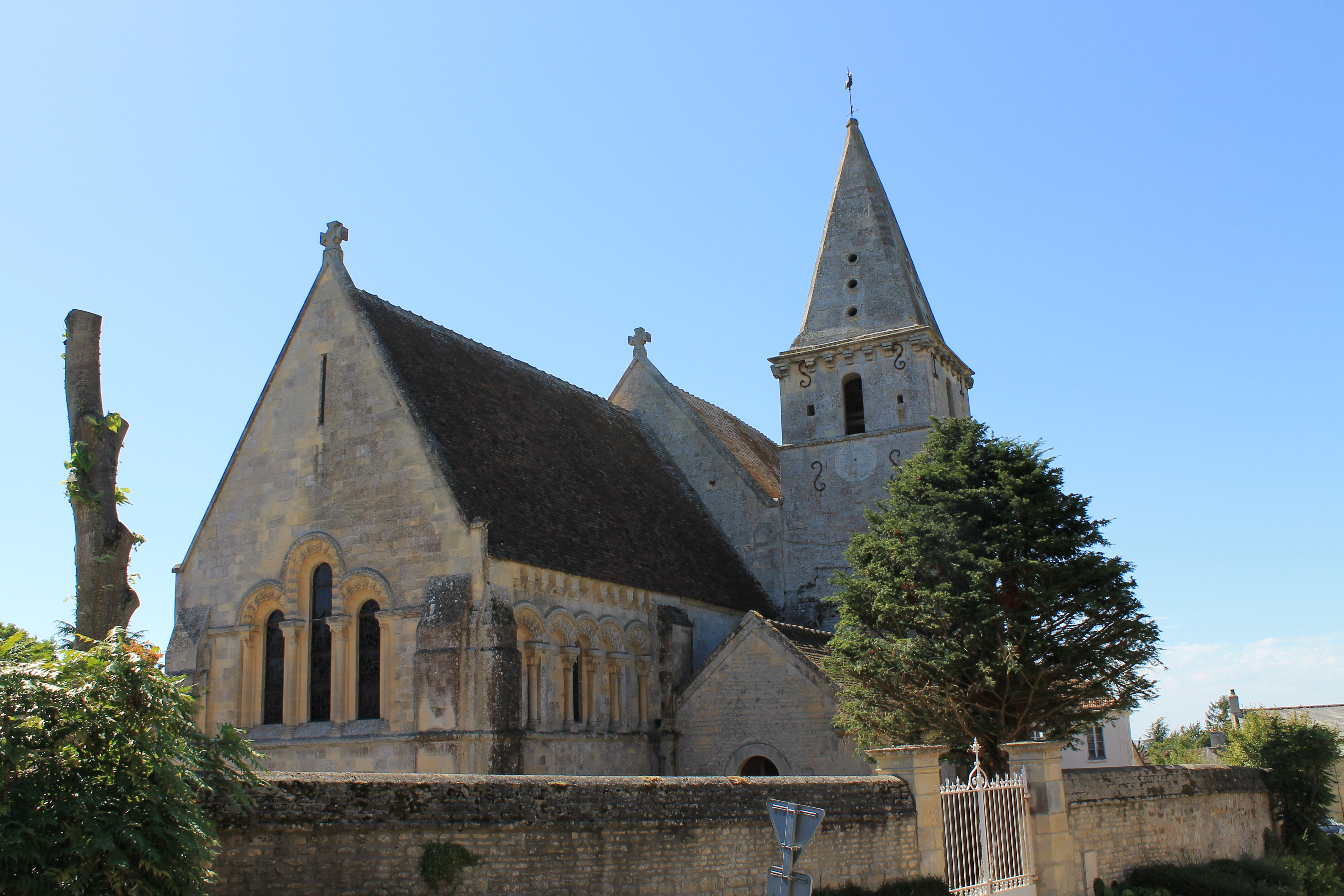
L'église Saint-Germain à Cintheaux sur le chemin haussé.
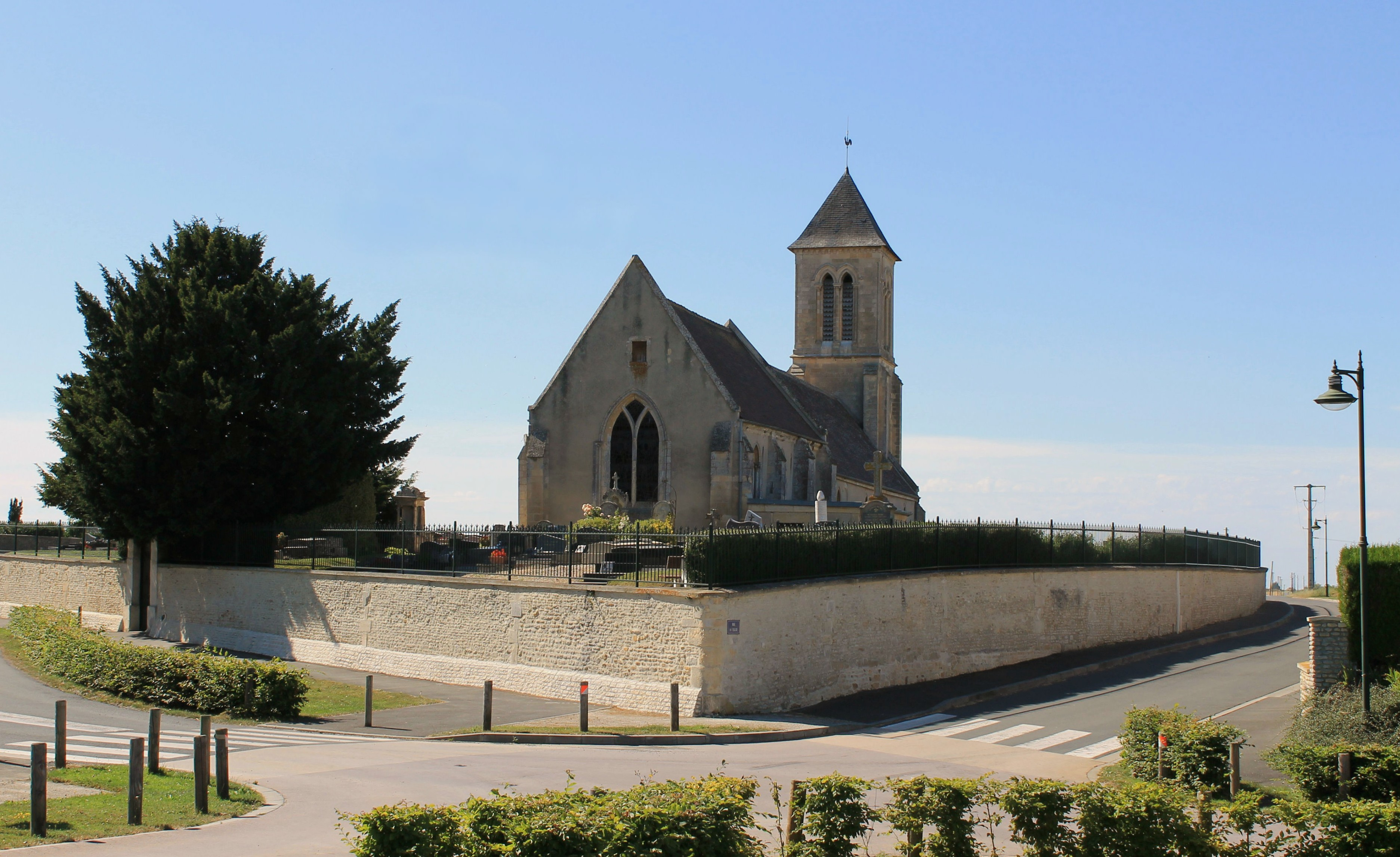
L'église Saint-Germain à Cauvicourt sur le chemin haussé.